# أميناتا سافادوغو
أميناتا سافادوغو (مواليد 9 يناير 1993) هي مغنية لاتفية، مثلت لاتفيا في مسابقة يوروفيجن للأغاني 2015.

## روابط خارجية
- أميناتا سافادوغو على موقع IMDb (الإنجليزية)
- أميناتا سافادوغو على موقع ميوزك برينز (الإنجليزية)
- أميناتا سافادوغو على موقع ديسكوغز (الإنجليزية)
- أميناتا سافادوغو على موقع قاعدة بيانات الفيلم (الإنجليزية)